# Глоговяны-Вжосы
Глоговя́ны-Вжо́сы (пол. Głogowiany-Wrzosy) — село в Польше в сельской гмине Ксёнж-Вельки Мехувского повета Малопольского воеводства.
Село располагается в 5 км от административного центра гмины села Ксёнж-Вельки, в 13 км от административного центра повета города Мехув и в 46 км от административного центра воеводства города Краков.
В 1975—1998 годах село входило в состав Келецкого воеводства.